# كبكج وز. 1988 تنتالوم
كبكج وز. 1988 تنتالوم (بالإنجليزية: Kbk wz. 1988 Tantal)‏ هي بندقية اقتحام تصنع في بولندا.

## المستخدمين
- كردستان العراق بعض من عناصر البيشمركة استعملو هذه البندقية في القتال ضد داعش
- اشترا العراق 10 الاف بندقية من بولندا عام 2004/2005[2]
- الجيش السوري الحر بعض من قوات الجيش السوري الحر استخدمو هذه البندقية في قتالهم ضد نظام آل الأسد وداعش.
- بولندا تملك بولندا حوالي 25 الف بندقية من هذا الطراز.[2]